# Jacek Matuszek
Jacek Matuszek (ur. 11 września 1985) – polski wspinacz – alpinista. Wicemistrz Polski w boulderingu z 2007. Paralotniarz łączący wspinanie i latanie.
Pomysłodawca polskiego zespołu wspinaczkowego Alpine Wall Tour (Jacek Matuszek i Łukasz Dudek).
Za zespołowe przejście Brento Centro 8b 900m – nominowany do Kolosów 2015 i nagrody Travelerów National Geographic.
W zespole Alpine Wall Tour skompletował Alpejską Trylogię i dokonał 1. powtórzenia drogi Hiszpańskiej 8b+/c, 550 m, 3. powtórzenia drogi Project Fear 8c, 550 m oraz 1. polskiego przejścia Bellavista 8b+, 550 m.
W 2018 w zespole z Łukaszem Dudkiem wytyczył nową drogę Premiere 7b, 450m,R w Dolomitach.
Laureat nagrody im. Andrzeja Zawady, za pomysł wspinaczkowo-paralotniowego trawersu Dolomitów – climb&fly.
Współautor filmu “Alpine Wall Tour” i „Mama”.

## Ważniejsze wspinaczki

### Wspinanie wielowyciągowe
- End of Silence X+ (8b+), Alpy Berchtesgadeńskie, Niemcy, sierpień 2013 (w zespole z Łukaszem Dudkiem)
- Des Kaisers neue Kleider X+ (8b+), Wilden Kaiser, Niemcy, sierpień 2014 (w zespole z Łukaszem Dudkiem)
- Silbergeier X+ (8b+), Rätikon, Szwajcaria, sierpień 2015[8]
- Brento Centro 8c 1000m, Monte Brento(wł.), Włochy, czerwiec 2015, drugie przejście (w zespole z Łukaszem Dudkiem)
- Bellavista 8c 500m, Dolomity, Włochy, sierpień 2015 (w zespole z Łukaszem Dudkiem)
- Project Fear 8c 550m, Dolomity, Włochy, sierpień 2017, trzecie przejście (w zespole z Łukaszem Dudkiem)
- Premiere 7b, IV, R, 450m, Dolomity, Włochy sierpień 2018 – nowa droga (w zespole z Łukaszem Dudkiem)

### Wspinanie sportowe
wybrane przejścia:
- Ichi ban 8c, 90m, Zillertal, 2020 RP
- Fumar Perjudica 8c – Dol. Kluczwody 2012 RP
- Pata Negra 8c, Rodellar, 2010 RP
- Capoeira 8c – Dol. Kluczwody, 2009 RP

### Bouldering
Jacek pokonał bouldery do 8A+.
W tym wytyczył kilka z przedziału 7C – 8A np. Wresling nie Zupa 8A, Rozmowy z Katem 7C.